# Große Moschee von Agadez

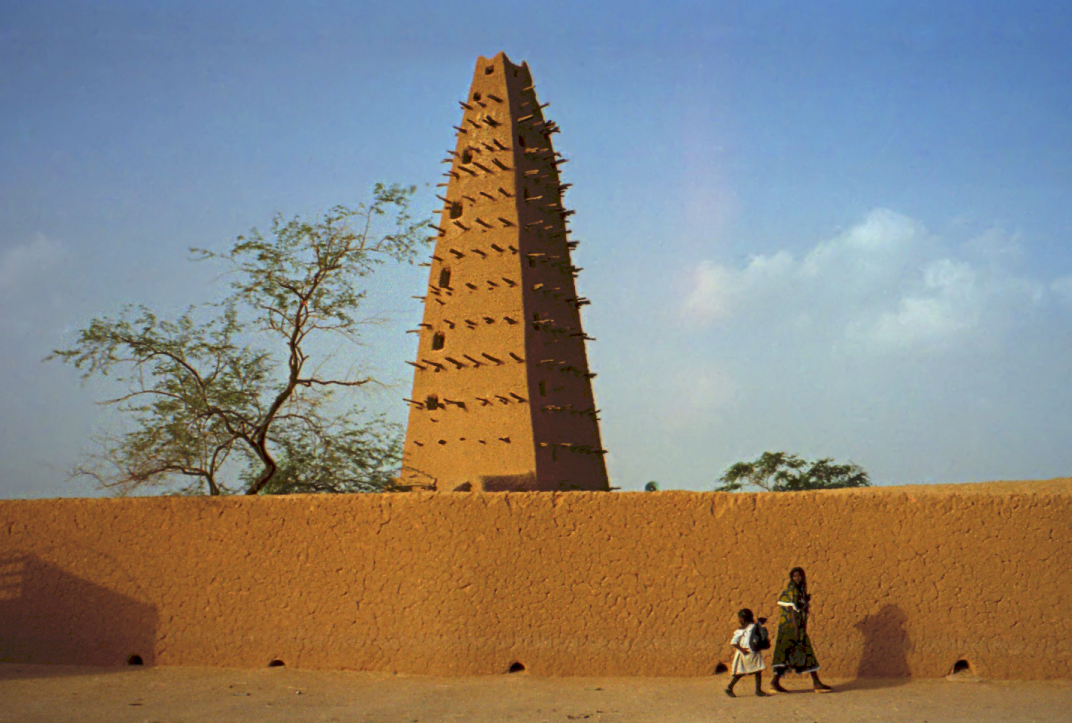
Minarett und Umfassungsmauer der Großen Moschee von Agadez (1997)

Die Große Moschee von Agadez ist eine Freitagsmoschee in der Stadt Agadez in Niger. Die weitgehend im 16. Jahrhundert errichtete Moschee ist ein Lehmbau und vor allem wegen ihres ungewöhnlichen, 27 Meter hohen, Minaretts bekannt. Sie gilt als ein Wahrzeichen Nigers.

## Geschichte
Die Geschichte der Großen Moschee ist eng mit jener der Stadt Agadez verknüpft, die unter der von 1430 bis 1449 währenden Herrschaft von Sultan Ilisawan zur Hauptstadt des Sultanats Aïr wurde. Der Sultanspalast von Agadez, der unter Sultan Ilisawan errichtet wurde, ist vermutlich geringfügig älter als der Sakralbau. Eine Vorgängermoschee wurde möglicherweise um 1450 erbaut. Der Reisende Leo Africanus, der die Stadt Ende des 15. Jahrhunderts besuchte, erwähnte diese allerdings nicht in seinen Reiseberichten.
Die meisten Überlieferungen schreiben die Errichtung des heutigen Sakralbaus einem heiligen Mann namens Zakariyā' zu, der sich in der ersten Hälfte des 16. Jahrhunderts in Agadez niederließ. Je nach Tradition kam Zakariyā' aus Bagdad, aus Ghadames oder war ein Begleiter des Herrschers Askia Mohammad aus dem Songhaireich. Durch Zakariyā' soll die Moschee auch bereits ihr Minarett erhalten haben.
Im Jahr 1740 belagerte die Tuareg-Gruppe Kel Away die Moschee und den Sultanspalast. Der deutsche Forschungsreisende Heinrich Barth erreichte Agadez Mitte des 19. Jahrhunderts und verfasste eine Beschreibung des Baus. Eine Rekonstruktion oder Neuerrichtung des gegenwärtigen Minaretts erfolgte entweder 1844 oder 1847. Erweiterungen der Moschee vor dieser Zeit sind nicht genau datierbar. Die Südhalle und die Westhalle wurden von 1977 bis 1978 errichtet. Die jüngste bauliche Erweiterung erfolgte 1999 mit einem neuen Frauensaal im Süden. Für das seit 1960 unabhängige Niger wurde die Große Moschee von Agadez zu einem Wahrzeichen mit großer symbolischer Bedeutung.

## Lage und Architektur

### Gesamtanlage

Gesamtanlage der Großen Moschee von Agadez (1996/1997)

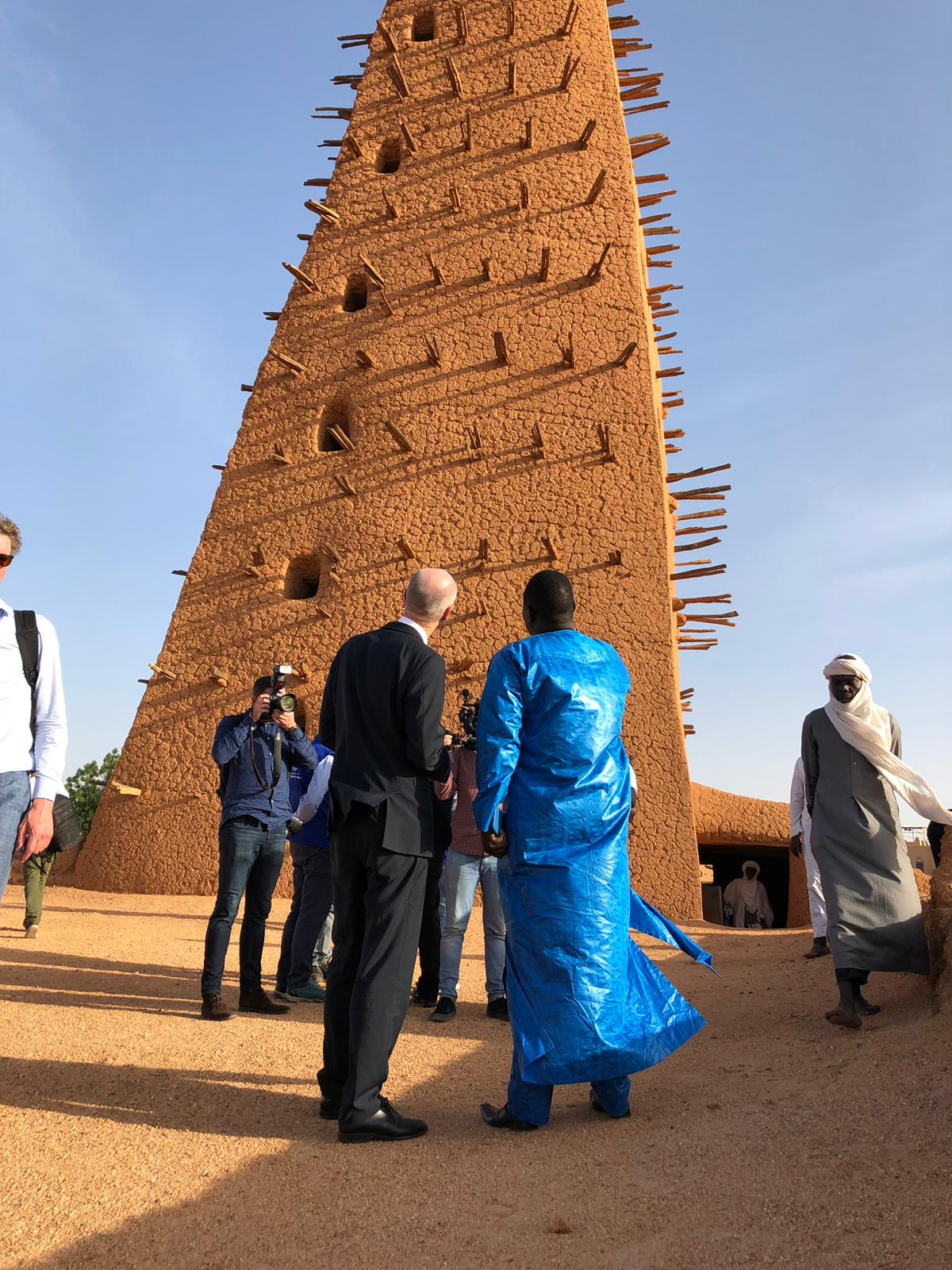
Am Flachdach der Großen Moschee von Agadez (2018)

Die Große Moschee von Agadez befindet sich im Stadtviertel Katanga im Westen des zum UNESCO-Welterbe zählenden historischen Zentrums von Agadez. Nördlich der Moschee schließt, durch eine schmale Gasse getrennt, der Sultanspalast an. Zu den Gebäuden im Osten, Süden und Westen gibt es einen größeren Abstand. Dazu zählt im Südosten das 1917 erbaute Hôtel de l’Aïr, dessen Hotelterrasse in Richtung des Sakralbaus ausgerichtet ist. Mit ihrem weithin sichtbaren Minarett ist die Große Moschee stadtbildprägend. Moderne Bauten wie ein Mobilfunkturm in der Altstadt und ein Wasserturm am Stadtrand brachten in jüngerer Zeit eine Einschränkung ihrer ursprünglichen städtebaulichen Dominanz mit sich.
Das von einer Mauer umgebene Areal der Moschee erstreckt sich über ein Gebiet von etwa 80 Metern Länge mal 70 Metern Breite. Die Gesamtanlage ohne offene Flächen ist rund 1500 Quadratmeter groß, bei etwa 58 Metern Länge in Nord-Süd-Richtung und 35 Metern Breite in Ost-West-Richtung. Das Areal besteht aus dem Betraumgebäude mit mehreren Hallen, dem zentralen Minarett und einem anschließenden inneren Hof sowie schließlich aus umliegenden offenen Höfen mit gemauerten Einfriedungen. Die Hauptzugänge befinden sich an der südwestlichen Ecke der Anlage. Für den Sultan gibt eine eigene Zugangspforte im Norden, die von Pfeilern flankiert ist. Im westlichen Hof befinden sich die Ruinen eines Turms und ein Friedhof für Angehörige der Sultans, im östlichen Hof ein Kinderfriedhof und die Grabstätten der Sultanszwillinge aus dem 16. Jahrhundert.
Das vorherrschende Baumaterial der Großen Moschee sind abgerundete Lehmziegel, bei deren Herstellung Tierdung, Gras und Stroh verarbeitet wurden. Sie sind durch Lehmmörtel miteinander verbunden. Die Stärke der Mauern variiert zwischen drei und fünf Lehmziegeln. Holz wurde für Fenster- und Türstürze, Tragebalken und Sparren sowie als herausstehende Stäbe am Minarett verwendet. Die Grundmauern der Moschee sind in der Regel aus Stein, ebenso der Kern des Minaretts. Der Verputz besteht aus einer Mischung aus Lehm, Stroh und verschiedenem Abfall, vor allem Keramiksplittern. Da es sich um ein Sakralgebäude handelt, fand zumindest bei den Fassaden Tierdung keine Verwendung. Die Flachdächer sind mit einer etwa zehn Zentimeter dicken Lehmschicht verputzt. An den Zugängen zum Moscheeareal befinden sich Zementrahmen.

### Betraumgebäude
Das Betraumgebäude besteht aus dem Hauptraum mit einer Nebenhalle sowie aus den jüngeren Erweiterungsbauten der Westhalle, der Südhalle und dem daran südlich anschließenden kleinen Frauensaal. Über der Anlage befinden sich Flachdächer ohne Brüstungen.
Der Hauptraum ist 425 m² groß. Die Raumhöhe beträgt höchstens zweieinhalb Meter. Ein die Gebetsrichtung anzeigender mihrāb mit einer Höhe von einem Meter weist eine halbkreisförmige Grundfläche auf und wird nach außen hin von einem niedrigen kegelförmigen Türmchen abgeschlossen. Im Nordwesten befindet sich eine maqsūra, ein für den Sultan abgetrennter Bereich. Dort gibt es einen zweiten, kleineren mihrāb. Im Hauptraum steht ferner ein hölzerner minbar-Sockel. Die Stützwände weisen niedrige Durchgänge auf. Die Tragebalken an der Decke bestehen aus Doumpalmenholz. Die Sparren wurden sowohl aus Doumpalmenholz als auch als Oscherholz hergestellt.
Die anschließende Nebenhalle ist ähnlich dem Hauptraum mit Stützwänden gegliedert. Hier befindet sich der Zugang zum Minarett. In der West- und der Südhalle sorgen mehrere T-förmige Eingänge für eine gute Ausleuchtung mit Tageslicht. Weitere Außentüren gibt es bei allen Bauteilen. Die Innenräume des Betraumgebäudes sind weiß mit einem gelben Sockelstreifen gestrichen. Sie sind mit Teppichen und Flechtmatten versehen sowie mit elektrischer Beleuchtung, Ventilatoren und einer Tonanlage ausgestattet.

### Minarett

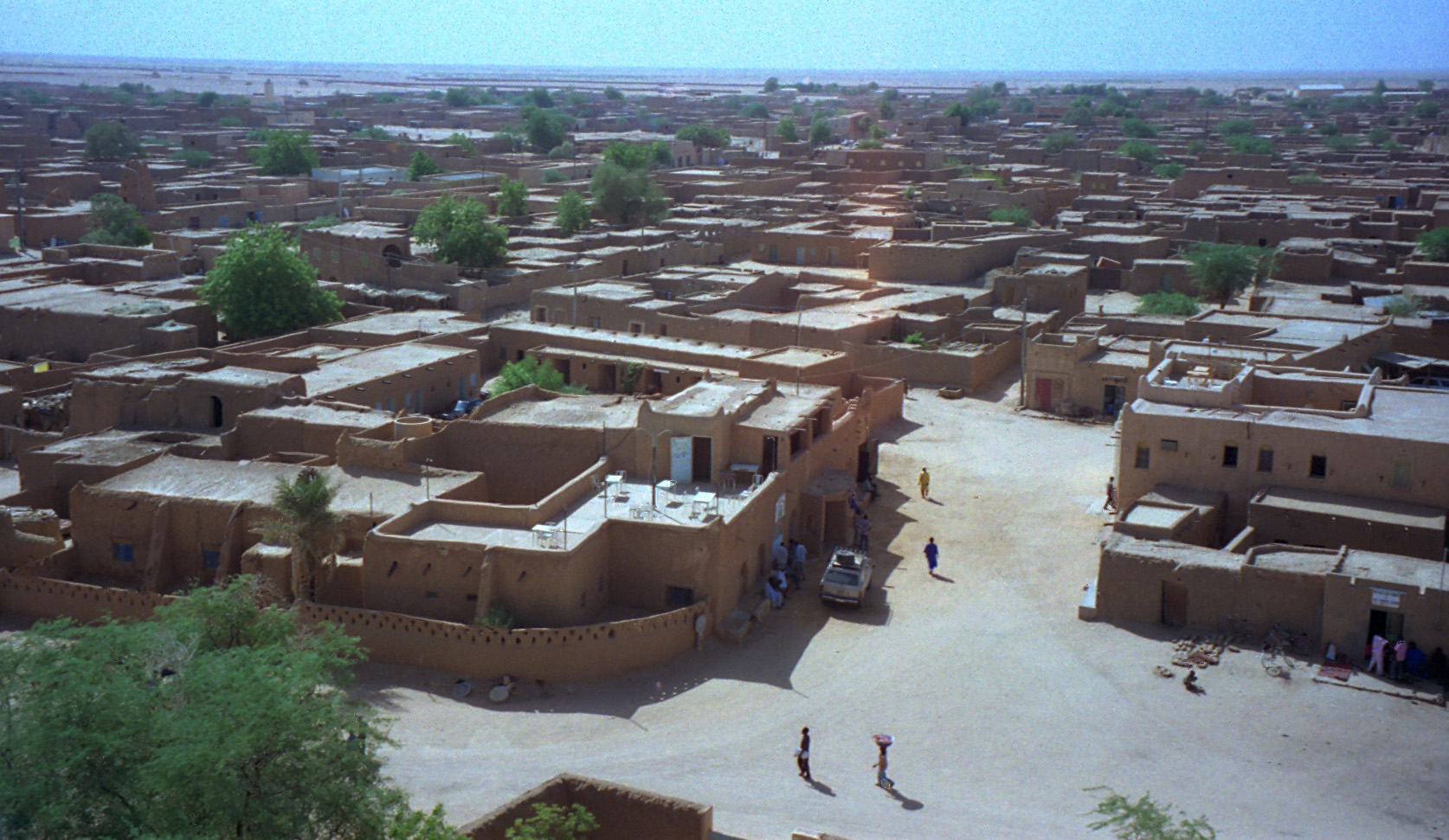
Blick vom Minarett der Großen Moschee von Agadez auf die Altstadt (1997)

Das 27 Meter hohe Einzelminarett ist der höchste Lehmturm südlich der Sahara. Es steht in der Mitte der Anlage und schließt an das Betraumgebäude und den zentralen Innenhof an. Bei einem rechteckigen Grundriss weist es die Form eines ungleichseitigen Pyramidenstumpfes auf. Auf allen Seiten des Turms ragen Astholzstäbe aus der Fassade. An jeder Seite gibt es jeweils sieben kleine Fenster.
Die Wendeltreppe im Inneren des Minaretts besteht aus 99 Stufen. Sie wird von kleineren, nach innen ragenden Holzstäben getragen. Über sie erreicht man die Turmterrasse, die einen Panoramablick über die Stadt bietet. Die Terrasse weist eine hohe Brüstung mit ein Meter hohen Eckzinnen auf. An den Brüstungen im Süden und Westen gibt es quadratische Mauerdurchbrüche.
Die Turmform hat arabisch-berberische Vorbilder im Tal von M’zab in Zentral-Algerien. Dort gibt es vergleichbare Minarette in den Städten Beni Isguen und Ghardaia. Die an der Fassade herausstehenden Holzstäbe hingegen entstammen dem sudanischen Baustil, wo sie zur statischen Sicherung von Gebäuden verbreitet sind. Wie im Fall der einzigartigen Lehmmoscheen von Timbuktu fand die Große Moschee von Agadez keine zu einem eigenen Stil führende Nachahmer. Die Bauform des Minaretts wurde erst ab den 1960er Jahren in anderen Moscheen in Niger zitiert. Dazu zählen in Agadez selbst die kleine Hassina-Moschee, deren Turm 1960 errichtet wurde, und die 1964 erbaute Ousman-dan-Fodio-Moschee. In Südwest-Niger weist die Große Moschee von Dosso aus dem Jahr 1979 ein ähnliches Einzelminarett auf.

## Nutzung und Instandhaltung
Der alte Sakralbau ist nach wie vor die Hauptmoschee der überwiegend von Moslems bewohnten Großstadt. Hier finden täglich Gebete statt, wobei die Besucherzahlen besonders während des Freitagsgebets hoch sind. Nach dem Freitagsgebet finden sich der Sultan, der Imam, die Marabouts und weitere Angehörige des Hofstaats im Westhof ein, um für Frieden und Wohlergehen der Stadt zu beten. Während der großen islamischen Feste Eid al-Fitr und Eid ul-Adha verlagern sich die öffentlichen Feierlichkeiten hingegen nach einem festgesetzten Ablauf an andere Orte in der Altstadt.
Die Große Moschee von Agadez ist Eigentum des Sultanats. Für die Verwaltung der Moschee ist der die Gebete leitende Imam zuständig. Der Muezzin veranlasst die regelmäßige Reinigung der Moschee und verhindert den Zutritt von Kindern und Tieren. Wie andere Moscheen in Agadez ist die Große Moschee auch ein Bildungsort, an dem der Imam den Gläubigen verschiedene Schulungen anbietet, unter anderem in islamischer Rechtswissenschaft, Normenlehre und Koranexegese.
Der Sultan ist verantwortlich für die bauliche Instandhaltung der Moschee. Die entsprechenden Arbeiten finden alle fünf bis acht Jahre statt und dauern jeweils etwa ein Monat. Sie sind am Betraumgebäude und den Umfassungsmauern relativ einfach zu bewerkstelligen, während bei der Instandhaltung des Minaretts eine komplexere Technik und Organisation zur Anwendung kommt. Die aus dem Minarett herausragenden Holzstäbe dienen der Montage waagrechter Planken, aus denen das Baugerüst entsteht. Je nach Wetteranfälligkeit werden mehrere Schichten Mörtel aufgetragen. Dem Sultan untersteht der Serki Guina, der Anführer der Baumeister, die die Arbeiten anleiten, die von Freiwilligen und Schülern aus den Koranschulen der Stadt unterstützt werden. Seitdem die Ressourcen des Sultans in der Kolonialzeit des 20. Jahrhunderts eingeschränkt wurden, unterstützt die Stadtverwaltung von Agadez den Transport des Baumaterials finanziell.